# Maria Amélia Martins-Loução
Maria Amélia Martins-Loução (nome completo Maria Amélia Botelho de Paulo Martins Campos Loução) é bióloga, professora catedrática aposentada da Faculdade de Ciências da Universidade de Lisboa.

## Biografia
Filha de Vicente de Paulo Martins e de Maria Ermelinda Botelho de Paulo Martins, nasceu em Lisboa em Outubro de 1949, sendo a segunda de dois filhos do casal. 
Doutorou-se em Biologia – especialidade Ecologia -  na Universidade de Lisboa, 1985, fez a agregação em Ecologia em 1995 e, mais tarde o mestrado em Comunicação de Ciência na Universidade Nova de Lisboa em 2014. Actualmente, é investigadora no Centro de Ecologia, Evolução e Alterações Ambientais (cE3c), e Presidente da Sociedade Portuguesa de Ecologia (SPECO, 2017).
Aprofundou as estratégias do uso de azoto pelas plantas, desenvolveu investigação sobre o azoto no continuum solo-planta-atmosfera e o estabelecimento de relações simbióticas planta-bactéria e planta-fungo. A presença de azoto no ecossistema e o seu papel na biodiversidade e alteração das funções do ecossistema tem sido tema recorrente da sua investigação, já que é muito mediada pela microbiota do solo. Desenvolveu estratégias de conservação de plantas, in situ e ex situ. Foi Vice-Reitora da Universidade de Lisboa, Directora do Jardim Botânico de Lisboa, Presidente da Direcção do Museu Nacional de História Natural e Presidente do Departamento de Biologia Vegetal da Faculdade de Ciências. É, desde 2006, Académica Correspondente da Real Academia Nacional de Farmácia (Espanha), recebeu o Prémio IberoAmericano de Botânica, Prémio Cortes de Cadiz (2010) e foi considerada uma das 100 Mulheres Cientistas Ciência Viva (2016). É, actualmente consultora científica da European Science Foundation (desde 2018) e consultora para a sustentabilidade da Green Media (2020). Foi coordenadora e tem sido revisora de projetos a nível nacional e internacional: FCT, NATO, ADI, COST, EU-FP-5 a EU-FP-7 e CNRS. Foi editora de livros e volumes temáticos em revistas, como Plant and Soil e Journal of Soil and Sediments.

## Percurso Académico
Durante o Curso Geral dos Liceus, no Liceu D. Filipa de Lencastre, foi colocada numa turma especial (6º e 7º ano) para testar a adequação de textos didácticos elaborados por José Sebastião e Silva, professor catedrático de Matemática da Faculdade de Ciências da Universidade de Lisboa, no âmbito de um projecto da OCDE com vista à actualização, à escala europeia, do ensino secundário da disciplina de Matemática. Terminado o Liceu matriculou-se em Biologia (1967-1972) da Faculdade de Ciências da Universidade de Lisboa.
Logo após a licenciatura iniciou o percurso científico na área da genética ecológica e biotecnologia (Universidade de Heidelberg, Alemanha, 1972 e Instituto de Ciências Avançadas em Szeged, Hungria, 1976). Só anos mais tarde (1980-1984) deu início ao trabalho de doutoramento na área da fisiologia nutricional da alfarrobeira e da interacção planta-microrganismo, sob orientação do Professor Fernando Catarino (FCUL) e do Professor Claudino Rodriguez-Barrueco (Centro Superior de Investigação Científica, Salamanca). 
Apesar do convite para defender a tese na Universidade de Salamanca, em 1985, opta pela submissão e defesa da tese na Universidade de Lisboa, especialidade Ecologia e Sistemática, com um trabalho inédito sobre a fisiologia nutricional da alfarrobeira e a sua associação com bactérias fixadoras de azoto atmosférico. Com esta defesa foi convidada a pertencer como sócia honorária à Associação Interprofissional para o Desenvolvimento da Alfarrobeira e ao lugar de investigadora consultora do Centro Superior de Investigação Científica de Salamanca (1986-1989).
Em 1995 apresenta-se a provas de agregação, especialidade Ecologia, com o trabalho sobre o impacto da deposição de amónia nas plantas e no ecossistema.
Para além de coordenadora e participante portuguesa em projectos europeus foi delegada portuguesa em acções COST e presidente da European Nitrate Ammonium Assimilation Group (ENAAG), de 1996-1998. Como Directora do Jardim Botânico foi membro da direcção da Associação Ibero Macaronésica de Jardins Botânicos, onde estimulou a divulgação de trabalhos científicos e educativos através do lançamento de uma revista (El (O) Botanico) bilingue, a organização de projectos de conservação a nível ibérico e o intercâmbio de pessoal técnico entre jardins. 
Estimulada pelo Prof. José Mariano Gago e pressionada pelo Prof. Arsélio Pato de Carvalho organiza e responsabiliza-se pelo desenvolvimento de um novo centro de investigação, Centro de Ecologia e Biologia Vegetal, sobre diversidade vegetal e estratégias adaptativas às alterações ambientais (1998-2004).
Mais tarde em 2014, matriculou-se no mestrado em Comunicação de Ciência, na Universidade Nova de Lisboa, o que permitiu a incursão na área da educação e promoção da ciência junto dos jovens. 
No decurso da vida académica, Maria Amélia Martins-Loução recebeu bolsas de estudo ou de investigação concedidas pela DAAD (German Academic Exchange), INIC (Instituto Nacional de Investigação Científica), JNICT (Junta Nacional de Investigação Científica e Tecnológica), FCT (Fundação para a Ciência e Tecnologia), British Council, Jacob Blaustein Institut for Desert Research (Israel) e EU (European Union).
Foi coordenadora e tem sido revisora de projetos a nível nacional e internacional: FCT, NATO, ADI, COST, EU-FP-5 a EU-FP-7, CNRS, Fonds de la Recherche Scientifique - FNRS (França), PRIMA Foundation, National Science Center (Polónia), Slovak Research and Development Agency (Eslováquia). Foi editora de livros e volumes temáticos em revistas, como Plant and Soil e Journal of Soil and Sediments. Tem sido revisora de livros editados pelas Universidades do Porto e Coimbra. Em 2007 foi convidada pela Universidade do Algarve para fazer parte do júri ao Prémio Ceratonia (prémio de investigação científica) e mais recentemente, em 2019, para fazer parte do júri ao Prémio Manuel Gomes Guerreiro. 

## Carreira Académica
Iniciou a carreira docente universitária em 1972, na Universidade de Lisboa, logo após a licenciatura. Dois anos antes, foi convidada para monitora de Biologia Vegetal. Contratada como Professora Auxiliar em 1985, foi nomeada Professora Associada em 1993 e Professora Catedrática em 1998, após a sequência de concursos públicos abertos. Durante todo este percurso candidatou-se ao lugar de Presidente do Departamento de Biologia Vegetal,  cargo que exerceu de 1999 a 2002, foi nomeada Directora do Jardim Botânico do Museu Nacional de História Natural (2002-2009), Presidente da Direcção do mesmo Museu (2004 -2006) e convidada para o cargo de Vice-Reitora da Universidade de Lisboa (2006-2011). 
Na sequência da nomeação como directora do Jardim Botânico (2002), reescreveu a missão deste museu vivo, implementou grupos de investigação diversificados, estimulou o conhecimento científico em prol de serviços à comunidade ligados a pareceres e estudos de impacto em que a flora é fundamental e divulgou o Jardim Botânico como espaço de investigação, conservação e educação. Criou de raiz o espaço educativo, desenvolveu projectos educativos, posteriormente premiados pelo Ciência Viva e submeteu ao Instituto Português da Juventude um projecto de voluntariado jovem europeu que, ao longo de três anos, levou ao jardim nove estudantes estrangeiros que ali desenvolveram projectos diversificados. O Banco de Sementes, reestruturado em 2001, foi relançado e alargado como estrutura nacional de conservação de plantas endémicas ameaçadas, contribuindo significativamente para a implementação da Estratégia Global para a Conservação das Plantas em Portugal, que obrigava à conservação de 75% das plantas ameaçadas em colecções ex situ, até 2020. Foi o único banco de sementes nacional com protocolo com o ICNF para conservação de espécies ameaçadas que, em 2016, conservava 57% das espécies protegidas pela Directiva Habitats no continente Português. 
Enquanto vice-reitora ficou responsável pela coordenação do Gabinete de Relações Internacionais, e da Rede entre Universidades de Países Lusófonos. Esteve na 1ª comissão de constituição da EuroMediterranean University, sediada na Eslovénia, onde chegou a ser membro do Senado e responsável pela Comissão Pedagógica. Foi responsável pela organização e fundação do Instituto Confúcio na Universidade de Lisboa.

## Obras
É autora de mais de 200 títulos (capítulos de livros e artigos internacionais) e de mais de 40 artigos de divulgação científica.

### Livros
- Cruz, C.; Martins-Loução, M.A.; Varma, A. (2010) The influence of plant co-culture of tomato plants with Piriformospora indica on biomass accumulation and stress tolerance.
- Magos Brehm, J.; Mitchell, M.; Maxted, N.; Ford-Lloyd, B.V.; Martins-Loução, M.A.; Brehm, J.M.; Ford-Lloyd, B. V.; Martins-Loução, M.A. (2007) IUCN red listing of crop wildrelatives: Is a national approaches difficult as some think? CABI. 10.1079/9781845930998.0211
- Romano, A.; Martins-Loução, M.A. (2003) Water loss and morphological modifications in leaves during acclimatization of cork oak micropropagated plantlets.
- Romano, A.; Martins-Loução, M.A. (2003) Strategies to improve rooting and acclimatization of cork oak.
- Marques, P.M.; Ferreira, L.; Correia, O.; Martins-Loução, M.A. (2001) Tree shelters influence growth and survival of carob (Ceratonia siliqua L.) and cork oak (Quercus suber L.) plants on degraded Mediterranean sites. WIT Press. Southampton. Boston.
- Martins-Loução, M.A.; Carvalho, J. H. Brito de. (1989) A cultura da alfarrobeira. Direcção Geral de Planeamento e Agricultura.

### Edição de livros
- Martins-Loução, M.A. (2021) Riscos Globais e Biodiversidade. Lisboa, Portugal: Fundação Francisco Manuel dos Santos.
- Martins Loução, M.A. (2020) Aventuras num admirável mundo invisível. Lisboa, Portugal: Flamingo Edições.
- Martins-Loução, M.A. (2011) A Aventura da Terra. Um Planeta em Evolução. Lisboa, Portugal: Esfera do Caos.

## Prémios e distinções
- 2021 - Grande Prémio Ciência Viva 2021 - Ciência Viva, Portugal [4][5]
- 2019 - Prémio de Distinção com o filme “As duas faces do nitrogénio”,  Casa das Ciências, Portugal [6]
- 2016 - 100 Mulheres Cientistas - Ciência Viva, Portugal [7]
- 2010 - Prémio Iberoamericano de Botânica - Cortes de Cadiz, Espanha
- 2006 - Estrangeiro da Academia - Real Academia Nacional de Farmacia, Espanha
- 1986 - Correspondente Estrangeiro - Consejo Superior de Investigaciones Científicas, Espanha
- 1985 - Membro Honorário - Associação Interprofissional para o Desenvolvimento e Valorização da Alfarrobeira, Portugal